# آلن لی (بازیکن فوتبال)
آلن لی (انگلیسی: Alan Lee؛ زادهٔ ۲۱ اوت ۱۹۷۸) بازیکن فوتبال اهل جمهوری ایرلند است.
از باشگاه‌هایی که در آن بازی کرده‌است می‌توان به باشگاه فوتبال تورکی یونایتد، باشگاه فوتبال نوریچ سیتی، باشگاه فوتبال برنلی، باشگاه فوتبال هادرزفیلد تاون، باشگاه فوتبال کاردیف سیتی، باشگاه فوتبال استون ویلا، باشگاه فوتبال ایپسویچ تاون، باشگاه فوتبال روترهام یونایتد، باشگاه فوتبال ردینگ، باشگاه فوتبال کریستال پالاس، و باشگاه فوتبال پورت ویل اشاره کرد.
وی همچنین در تیم‌های ملی فوتبال زیر ۲۱ سال جمهوری ایرلند و جمهوری ایرلند بازی کرده‌است.